# Bjørn Grøn
Bjørn Grøn (født d. 22. august 1948) er en dansk matematiker, matematiklærer og matematikbogsforfatter samt fagkonsulent, der er kendt for sit politiske engagement i Danmarks Kommunistiske Parti (DKP).
Grøn var forlægger og boghandler samt den sidste leder af Forlaget Tiden, der udgav bøger for DKP.

## Sagen om eventuelle penge fra Moskva til DKP
Grøn har udtalt sig i sagen om, hvorvidt Danmarks Kommunistiske Partis sidste formand, Ole Sohn, modtog penge fra Sovjetunionens Kommunistiske Parti.

## Uddannelse
Grøn er uddannet cand.scient. i matematik fra Aarhus Universitet; hvor han i sin studietid var instruktør; han har undervist førsteårsstuderende ved Københavns Universitet.

## Lærergerning
Derudover har Grøn undervist ved forskellige gymnasier bl.a. Vordingborg Gymnasium og Rysensteen Gymnasium.
Som lærer ved Vordingborg Gymnasium afholdt Grøn en matematisk studiekreds, som forberedte elever til Georg Mohr-konkurrencen.

## Censor
Grøn er censor i matematik ved flere ingeniøruddannelser.

## Fagkonsulent
Som fagkonsulent har Grøn været primus motor for at implementere det faglige samarbejde, som Gymnasiereformen af 2004 indførte.
Fagkonsulent Bjørn Grøn har udtalt, at en eksaminand til skriftlig eksamen i matematik skal regne 34 procent af opgaverne korrekt for at bestå; hvilket er den laveste dumpegrænse, der har eksisteret.

## Vigtigste publikationer
Som matematiklærer har Grøn sammen med et par kolleger udgivet matematikbøger, bl.a. trebindsværket "Hvad er matematik?
I samarbejde med en kollega har Grøn udarbejdet en Matematisk formelsamling til A-niveau.
Grøn har også skrevet artikler om matematik, bl.a.:
- Euklids konstruktion af femkanten[9]
- Det gyldne snit[10]

## Web 2.0
Grøn giver gode råd om matematik på YouTube.